# 1974년 대한민국의 영화 목록
다음은 1974년에 개봉됐던 대한민국의 영화 목록이다.

## 목록
- 《13세 소년》
- 《2박 3일》
- 《70인의 여죄수》
- 《갈매기의 꿈》
- 《검은 야광주》
- 《공포의 숨소리》
- 《광화사》
- 《국회 푸락치》
- 《그건 너》
- 《그대 변치 마오》
- 《그대의 찬손》
- 《깊은 사이》
- 《꽃상여》
- 《나는 살아야 한다》
- 《나상》
- 《나이도 어린데》
- 《낙인》
- 《낭자 한》
- 《너와 나 그리고 또 하나》
- 《누명》
- 《눈으로 묻고 얼굴로 대답하고 마음 속 가득히 사랑은 영원히》
- 《달래》
- 《대형》
- 《돌아온 외다리》
- 《들국화는 피었는데》
- 《마음은 짚시》
- 《마지막 다섯 손가락》
- 《만나야 할 사람》
- 《맹물로 가는 자동차》
- 《멋진 사나이들》
- 《명동에서 첫사랑을》
- 《묘녀》
- 《박수무당》
- 《밤에도 뜨는 태양》
- 《배신자》
- 《별난 장군과 팔도부하》
- 《별들의 고향》
- 《비에 젖은 입술》
- 《빌리장》
- 《사랑이 있는 곳에》
- 《사하린의 하늘과 땅》
- 《생사투》
- 《서로 좋아해》
- 《설야》
- 《성숙》
- 《소띠 아저씨》
- 《속 눈물의 웨딩드레스》
- 《속 돌아온 외다리》
- 《속 이별》
- 《수선화》
- 《수절》
- 《숙녀 초년생》
- 《시집 갈래요》
- 《신설》
- 《실록 김두한》
- 《아내들의 행진》
- 《아랑 낭자전》
- 《아리랑》
- 《아무도 없었던 여름》
- 《아빠의 이름은》
- 《아빠하고 나하고》
- 《악령》
- 《악명》
- 《악인의 계곡》
- 《안개속의 초혼》
- 《암살 지령》
- 《애정이 꽃피는 계절》
- 《어둠 속의 목격자》
- 《어린 시절》
- 《여고 교사》
- 《여대생 가정부》
- 《여자 정신대》
- 《연풍》
- 《올챙이 구애 작전》
- 《왜?》
- 《외로운 산장에서》
- 《용호대련》
- 《울지 않으리》
- 《위험한 영웅》
- 《유관순》
- 《의처 소동》
- 《이름 모를 소녀》
- 《일대영웅》
- 《잊을 수는 없겠지》
- 《잊지 못할 모정》
- 《작은 새》
- 《죽어서 말하는 여인》
- 《죽엄의 다리》
- 《증언》
- 《지구여 멈춰라 내리고 싶다》
- 《진아의 편지》
- 《천마신검》
- 《천풍》
- 《철면객》
- 《첫손님》
- 《청녀》
- 《청바지》
- 《청춘 불시착》
- 《출세작전》
- 《캐서린의 탈출》
- 《토요일 밤에》
- 《토지》
- 《특별수사본부 김수임의 일생》
- 《특별수사본부 배태옥 사건》
- 《파계》
- 《풍운의 권객》
- 《하남별곡》
- 《하얀 손수건》
- 《하얀 수염》
- 《한강》
- 《행운》
- 《호기심》
- 《호랑이 아줌마》
- 《혼혈아 쥬리》
- 《환녀》
- 《황비》
- 《황홀》
- 《회상》
- 《후계자》
- 《흑나비》
- 《흑녀》
- 《흑무사》
- 《흑발》
- 《흑연비수》
- 《흑표객》

## 참고 자료
- KOFIC 영화데이터베이스